# Jim Yong Kim
Jim Yong Kim (hangeul : 김용, hanja : 金墉), né le 8 décembre 1959 à Séoul, est un médecin américain d'origine sud-coréenne, président de la Banque mondiale du 1er juillet 2012 au 31 janvier 2019.

## Biographie

### Famille
Né en Corée du Sud, sa famille emménage alors qu'il a 5 ans à Muscatine aux États-Unis. Il a étudié la médecine et l'anthropologie. Il rédige une thèse de doctorat sur le rôle de l'industrie pharmaceutique dans le développement de la Corée. Sa femme, Younsook Lim, est pédiatre de profession, et ils sont parents de deux garçons.

### Professeur d'université
En 2009, il devient le dix-septième président du Dartmouth College, une université de l'Ivy League. À la tête du Dartmouth College, Kim se forge une solide réputation en parvenant à redresser une situation financière qui était déficitaire, sans pour autant amputer les programmes d’enseignement. Doté d’un budget de 700 millions de dollars et de 3 300 employés (personnel enseignant et non enseignant compris), Dartmouth est une université à part entière qui dispense des enseignements de culture générale et de sciences de premier cycle et de deuxième cycle (19 programmes sont offerts), et qui englobe également des écoles de médecine, d’ingénierie et d’administration des entreprises.

### OMS
À la tête du Département VIH/SIDA de l’OMS, il a dirigé l’Initiative « 3 par 5 », premier effort d’envergure mondiale destiné à faire en sorte que 3 millions de nouveaux malades dans les pays en développement aient accès à un traitement antirétroviral à l’horizon 2005. Lancé en septembre 2003, cet ambitieux programme a fini par atteindre cet objectif en 2007.

### Présidence de la Banque mondiale
Désigné par Barack Obama le 23 mars 2012, il est élu à la présidence de la Banque mondiale le 16 avril 2012, poste qu'il a investi le 1er juillet 2012. Il est le premier président de la Banque mondiale à n'être ni un économiste ni un diplomate. Interrogé dans la presse sur le sujet, il déclare : « la mission de la Banque mondiale est beaucoup trop complexe pour être assumée par une seule discipline ». Il présente sa démission en janvier 2019, à trois ans de la fin de son mandat à la tête de l’institution, pour rejoindre le fonds d’investissement Global Infrastructure Partners. Kristalina Gueorguieva, directrice générale de la Banque mondiale le remplace par intérim à partir du 1er février 2019 ; il devrait aussi rejoindre une ONG médicale qu'il a contribué à fonder (Partners in Health, basée à Boston, dans le Massachusetts).

## Distinctions
Il obtient de multiples distinctions pour l’ensemble de son action. Il reçoit notamment le prix MacArthur (« prix des génies ») en 2003 et figure au palmarès des « 25 meilleurs leaders » aux États-Unis du magazine US News & World Report pour 2005, ainsi que sur la liste des « 100 personnes les plus influentes du monde » établie par le magazine Time en 2006. En 2013, il reçoit le prix Prince Mahidol décerné par la famille royale thaïlandaise pour ses contributions dans le domaine de la santé publique.

## Divers
Il fait sensation sur Internet en présentant, avec ses élèves, une chorégraphie remarquée sur le tube des Black Eyed Peas The Time (Dirty Bit).